# Śpiew na wejście
Śpiew na wejście, inaczej introit – śpiew rozpoczynający liturgię mszy św. w Kościele katolickim. Początki introitu sięgają liturgii papieskiej z IV i V wieku. Należy do grupy śpiewów procesyjnych. Spełnia cztery funkcje:
- rozpoczyna akcję liturgiczną;
- pogłębia jedność zgromadzonych; liturgię rozpoczyna całe zgromadzenie lub jego przedstawiciele (schola, kantorzy, chór);
- wprowadza w myśl okresu liturgicznego lub obchodu dnia;
- towarzyszy procesji kapłana i asysty[1].

Aby śpiew na wejście dobrze spełniał swoje funkcje, zachęca się do jego rozpoczęcia przed opuszczeniem zakrystii przez celebransa. 
Jeśli nie wykonuje się śpiewu na wejście, kapłan, lektor bądź wybrani wierni recytują Antyfonę na wejście z Mszału, przewidzianą na dany dzień. 
Podczas śpiewu na wejście wierni stoją.